# アンヌ・コレット
アンヌ・コレット（Anne Colette、1937年3月10日 - ）は、フランスの女優である。

## 人物・来歴
1937年（昭和12年）3月10日、マダガスカルの東に位置するフランス領の島・レユニオン島のサン＝ドニに「アンヌ・マリー・コレット」として生まれる。
1955年（昭和30年）、18歳のときに、マルク・アレグレ監督、ジャン・マレー、ブリジット・バルドー主演の映画『未来のスターたち』に主演して、映画界にデビューした。その後もアレグレ監督の作品に端役での出演をつづけるなか、若手監督のジャン＝リュック・ゴダールとエリック・ロメールがつづけていた短篇映画シリーズのうち、ゴダールが監督した『男の子の名前はみんなパトリックっていうの』（1957年）、『シャルロットとジュール』（1958年）につづけて主演した。
1967年（昭和42年）、30歳のころ、ニューヨークのマーティン・スコセッシ監督の初の長篇劇映画『ドアをノックするのは誰?』に、「夢のなかに出てくる女の子」役で出演する。翌年のピエール・カストとジャン＝ダニエル・ポレの共同監督作に出演したあとは、映画界を引退し、ロンドンに渡った。

## フィルモグラフィ
- 『未来のスターたち』 Futures vedettes : 監督マルク・アレグレ、1955年
- 『裸で御免なさい』 En effeuillant la marguerite : 監督マルク・アレグレ、1956年
- 『男の子の名前はみんなパトリックっていうの』 Charlotte et Véronique : 監督ジャン＝リュック・ゴダール、1957年
- 『黙って抱いて』 Sois belle et tais-toi : 監督マルク・アレグレ、1958年
- 『シャルロットとジュール』 Charlotte et son Jules : 監督ジャン＝リュック・ゴダール、1958年
- 『ボードレールのための映像』 Images pour Baudelaire : 監督ピエール・カスト、1959年
- Les Affreux : 監督マルク・アレグレ、1959年
- 『さまざまな愛の死季』 La Morte saison des amours : 監督ピエール・カスト、1960年

- 『ウィンダミア卿夫人の扇』 L'Éventail de Lady Windermere : 監督フランシス・ジル、テレビ映画、1961年
- 『オランダの春』 Un printemps en Hollande (Ochtend van zes weken, Een) : 監督ニコライ・ファン・デア・ハイデ、1966年
- 『ドアをノックするのは誰?』 Who's that knocking at my door ? parfois intitulé I Call First : 監督マーティン・スコセッシ、1967年
- Drôle de jeu : 監督ピエール・カスト / ジャン＝ダニエル・ポレ、1968年